# Elle s'appelait Sarah (bande dessinée)
Elle s'appelait Sarah est une bande dessinée adaptée du roman éponyme de Tatiana de Rosnay, sur une fillette prise dans la tourmente de la rafle du Vél d'Hiv, de la Shoah, du drame de son petit frère, et sur la journaliste américaine qui enquête sur elle. 
Les dessins sont de Horne, le scénario est de Pascal Bresson, à partir du roman de Tatiana de Rosnay. L'album est publié en novembre 2018.

## Historique
Tatiana de Rosnay publie en 2006 le roman Elle s'appelait Sarah qui remporte un vif succès, comme le film qui en est tiré, réalisé par Gilles Paquet-Brenner et sorti en 2010.
Ce livre est ensuite adapté en bande dessinée par le dessinateur Horne et le scénariste Pascal Bresson, et paraît en 2018 aux éditions Marabout, dans la collection Marabulles.

## Intrigue
Lors de la rafle du Vélodrome d'Hiver en juillet 1942, les policiers arrêtent les membres de la famille de la jeune Sarah Starzynski. Celle-ci réveille son petit frère Michel, âgé de 4 ans, qui court se réfugier dans un placard et demande à sa sœur de l'y enfermer. Sarah ferme le placard et promet à son frère de revenir le chercher. Elle est emmenée avec ses parents et plein d'autres Juifs du quartier, dans un bus, au vélodrome d'hiver d'abord, puis dans un camp,.
Près de soixante ans plus tard, une journaliste américaine, Julia Jarmond, arrive à Paris et s'y installe avec son mari et sa fille dans un appartement vétuste. Elle est chargée peu après d'écrire une article pour le soixantième anniversaire de la rafle du Vélodrome d'Hiver, et mène son enquête en interrogeant les témoins et les survivants,.

## Accueil et jugements
Cette adaptation est jugée « remarquée et remarquable » par Nicolas Domenech ; selon lui, Pascal Bresson reprend bien l'esprit du roman, avec les deux récits menés en parallèle, les rebondissements de l'enquête de Julia qui s'attache de plus en plus à retrouver les traces de Sarah. L'intensité émotionnelle est forte, avec les drames ignominieux restitués avec force par le dessinateur Horne, avec des gardes déshumanisés, sur fond noir et gris.
Pour M. Ellis, la double histoire de la déportation vue à travers les yeux de la fillette, et de l'enquête de la journaliste, forme « un récit habile, cohérent, plus fouillis dans sa deuxième partie, qui exhume les mémoires et déterre évidemment de lourds secrets ».
Selon M. Natali, cette adaptation est réussie, avec un scénario très proche du roman et reprenant l'alternance entre les deux époques. Les réactions sont bien rendues, l'émotion des uns comme l'indifférence des autres. Les illustrations de Horne sont « assez saisissantes, du fait de ses choix artistiques », avec les lavis sombres pour les décors de toutes les scènes et les personnages hostiles ; les couleurs sont réservées à Sarah avec ses cheveux blonds et ses yeux bleus, et à ses proches.